# الفجير (تريم)

'

تعديل مصدري - تعديل

الفجير هي إحدى قرى عزلة تريم بمديرية تريم التابعة لمحافظة حضرموت، بلغ تعداد سكانها 1664 نسمة حسب تعداد اليمن لعام 2004.